# Viljandi flygfält
Viljandi flygfält är en flygplats i Estland.   Den ligger i kommunen Pärsti vald och landskapet Viljandimaa, i den södra delen av landet, 130 km söder om huvudstaden Tallinn. Viljandi flygfält ligger 70 meter över havet.